# 마츠노이 미야비
마츠노이 미야비(일본어: 松野井雅, 1988년 1월 1일 ~ )는 일본의 탤런트, 배우다. 과거 그라비아 아이돌로서 활동할 때는 나나미 마이(七海まい), 성인 비디오 여배우로서 활동할 때는 하라 사오리(原紗央莉)라는 예명으로 활동했다.
2004년부터 그라비아 아이돌로서 활동을 시작했다. 2009년 1월 SOD와 계약을 맺고 성인 비디오에 데뷔해 활동하다가, 2011년 도호쿠 지방 태평양 해역 지진을 기점으로 은퇴했다. 2012년 10월, 24살 연상의 남성과 결혼했으며, 연예계 복귀에 관해 남편이 과거에 사용했던 이름을 재사용하지 말것을 희망해 현재의 예명을 사용하기 시작했다. 이 이름은 릴리 프랭키가 지어준 것이다.
2014년 4월 연예계에 복귀했다.